# Burg Fischenich
Die Burg Fischenich ist die Ruine einer Höhenburg am Vorgebirgshang im Hürther Stadtteil Fischenich zwischen der Genner-, Augustiner- und Jakobstraße im Rhein-Erft-Kreis in Nordrhein-Westfalen.
Die Ruine der Hangburg gilt als der Rest der ältesten erhaltenen Burganlage unter den zahlreichen Wehranlagen des Vorgebirges zwischen Köln und Bonn. Sie stellt eines der wichtigsten Zeugnisse hochmittelalterlichen Burgenbaus im Rheinland dar.

## Geschichte
Die Burg wurde von den Herren von Fischenich erbaut, die dem Kölner Erzbischof im 12. bis 13. Jahrhundert als Ministeriale dienten.
In den Regesten des Kölner historischen Archives finden sich zu den Herren von Fischenich einige Hinweise. So wird 1276 „Winrich von Vischenich“ anlässlich der Hochzeit eines „Theoderich Raitz“ erwähnt. 1339 wird der Ritter Wilhelm von Vischenich erwähnt, er besaß mehrere Häuser am „Ehrenthore zu Cöln“.

## Burgherren

### Von Fischenich zu Fischenich
Der erste namentlich genannte Burgherr von Fischenich zu Fischenich ist Ritter Contze (Conrad) von Vischenich, der 1309 Erzbischof Heinrich die Burg zum Lehen und Offenhaus des Erzstiftes Cöln auftrug. Durch seine Heirat mit Elisabeth Hardevust war Contze von Fischenich mit den Kölner Patrizierfamilien verbunden.
In den Auseinandersetzungen zwischen Erzbischof Heinrich und der Stadt Köln wurden in einem Schiedsspruch 1320 Burg und Stadt Brühl den Kölnern als Pfand übergeben. Ritter Contze von Fischenich hielt als Burggraf mit 20 Bewaffneten auf Kosten des Erzbischofs Burg und Stadt Brühl besetzt.

### Von Zweiffel
Das Burghaus in Fischenich blieb über fünf Generationen in der Familie von Fischenich, bis es durch die Heirat Juttas von Fischenich mit Dietrich von Zweiffel an diesen kam, der 1455 mit der Burg belehnt wurde. Auch ihre Söhne Johann (1480) und Albrecht (1502) hatten die Burg zu Lehen.
Trotz der Zugehörigkeit des Ortes Fischenichs zum Herzogtum Jülich war die Burg  ein kurkölnisches Lehen und ihre Lehnsträger waren als Vertreter der Kölner Ritterschaft im Kurkölnischen Landtag stimmberechtigt.

### Von Fischenich und von Breil
Hermann von Fischenich erhielt Burg Fischenich 1502 von seinem Verwandten Albrecht von Zweiffel. Die Burg kam 1565 durch die Heirat der Margarethe von Fischenich, der Tochter Hermanns von Fischenich, mit Winand von Moelenbach genannt Breil an die Familie von Breil. Margarethe brachte außer dem Rittersitz den Frentzenhof zu Fischenich und weitere Güter in die Ehe.
Odilia von Breil, Winands Tochter, heiratete 1594 Wilhelm von Goltstein zu Müggenhausen. Das Ehepaar kaufte 1596 von Odilias Bruder Hermann von Breil und seiner Frau Anna Perez für die Summe von 40.000 Talern Schloss und Burghaus zu Fischenich mit Areal und Gebäuden sowie den Frentzenhof zu Fischenich. Der Hof war zum Teil ein freier Rittersitz mit Allodialland, der andere Teil der Ländereien gehörte zum Fischenicher Hofgericht der Äbtissin von St. Maria im Kapitol in Köln. Die Eheleute Goltstein verpflichteten sich zur lebenslangen standesgemäßen Versorgung der Eltern trotz der teuren Haushaltung in Fischenich in den beschwerlichen Kriegszeiten.

### Quad von Wickrath zu Alsbach und Fischenich
Odilia heiratete 1611 in zweiter Ehe Conrad Quad von Wickrath zu Alsbach. Durch diese Heirat kam die Burg Fischenich an die Familie Quad. Nach dem Tod der Odilia von Breil, der Witwe des Conrad Quad zu Fischenich, im Jahr 1639 wurde ihr Sohn Rutger Quad von Wickrath zu Alsbach und Fischenich mit Burg Fischenich belehnt.

### Wolff Metternich zur Gracht in Liblar
Der kurkölnische Kammerherr Franz Wolfgang Anton, Reichsfreiherr von Quadt von Wickrath zu Alsbach und Fischenich verkaufte 1725 mit kurfürstlicher Genehmigung das Rittergut Fischenich mit allen Ländereien, Büschen und Benden der Witwe Johann Adolfs II. Wolff Metternich zur Gracht, Eleonore Anna Maria geborene Truchseß von Wetzhausen. Nach dem Tode ihres Sohnes Franz Josef Reichsgraf Wolff Metternich im Jahre 1741, des Lehnsinhabers des Rittergutes Fischenich, wurde 1742 stellvertretend für die Großmutter und die minderjährigen Kinder deren Vormund von Kurfürst Clemens August mit dem vom Erzstift lehnrührigen Hause Fischenich belehnt. In der Belehnungsurkunde werden die Vorbesitzer genannt, beginnend mit Hermann von Fischenich, danach Winand von Breil zu Fischenich, Conrad Quad und Odilia von Breil, Eheleute, Friedrich Rutger Freiherr von Quadt von Wickrath zu Fischenich und Alsbach. Nach der beiliegenden Spezifikation der Güter gehörten zum Rittersitz Fischenich die Burg mit Garten und Baumgarten in dem von Hecken umgebenen Areal, ferner die sogenannte Kanin-Hecke und ein Ort, wo vorher ein Weingarten gewesen war, insgesamt 12 Morgen, weiterhin 118 Morgen Ackerland, 9 Morgen Benden und 70 Morgen Büsche.
In den folgenden Generationen blieb der Rittersitz Fischenich im Besitz der Grafen Wolff Metternich zur Gracht.

#### Niederlegung des Burghauses
Es ist nicht bekannt, wann das Burghaus niedergelegt wurde, möglicherweise geschah dies nach den durch die Franzosen in den Koalitionskriegen 1794–1797 verursachten Schäden. Ein Rest der Burg blieb stehen, um die Landtagsfähigkeit des Rittersitzes zu erhalten, die noch 1831 den Besitzern bescheinigt wurde.
In der Bestandsaufnahme und Beschreibung des Landkreises Köln im Jahr 1825 durch Kreisphysikus Carl Anton Werres bezeichnete dieser Burg Fischenich als Ruine, „eine ehemals sehr große Anlage“, deren Schießscharten noch zu erkennen waren.

#### Verkauf durch Graf Wolff Metternich
Im Jahre 1903 kaufte die Raiffeisenbank Fischenich das Areal von Ferdinand Graf Wolff Metternich zur Gracht in Liblar. Die Ländereien wurden parzelliert und an die Fischenicher Landwirte verkauft, das Burgareal erwarb 1906 der Orden der Cellitinnen in Köln, der dort eine weitere Niederlassung gründete.

## Beschreibung
Die Burgruine, ehemals ein ovaler Rundbau mit vier Türmen, wird heute karreeartig und fast vollständig von aneinandergereihten Häusern umschlossen. Die Anordnung der zwei- bis dreigeschossigen, in rotem Backstein errichteten Häuser ermöglicht nur an zwei Stellen einen Blick auf die Reste der Burg.

### Heutiger Bestand
Der Burgrest stellt eine ringförmige mit Graben umgebene Anlage dar, deren umgebende Ringmauer in einer Höhe von sechs bis zehn Metern erhalten ist. Die Burgmauer wurde zumindest teilweise aus Gussbetonblöcken der römischen Wasserleitung erstellt, die in der Nähe am Fuße des Vorgebirges verlief. Der Römerkanal war im Mittelalter ein beliebter Steinbruch, dessen Material sich bei vielen alten Bauwerken entlang seines Verlaufes wiederfindet. Vor allem auf der Nordseite zur Augustinerstraße hin, von wo aus die Ruine zugänglich ist, sind die Gussbetonblöcke aus Opus caementitium deutlich zu sehen, denen auch noch der beim Bau der Wasserleitung verwendete rötliche Wasserputz mitsamt einer Kalksinterschicht anhaftet.
Die Burgmauern sind Station auf dem Römerkanal-Wanderweg, der den ehemaligen Aquädukt begleitet.

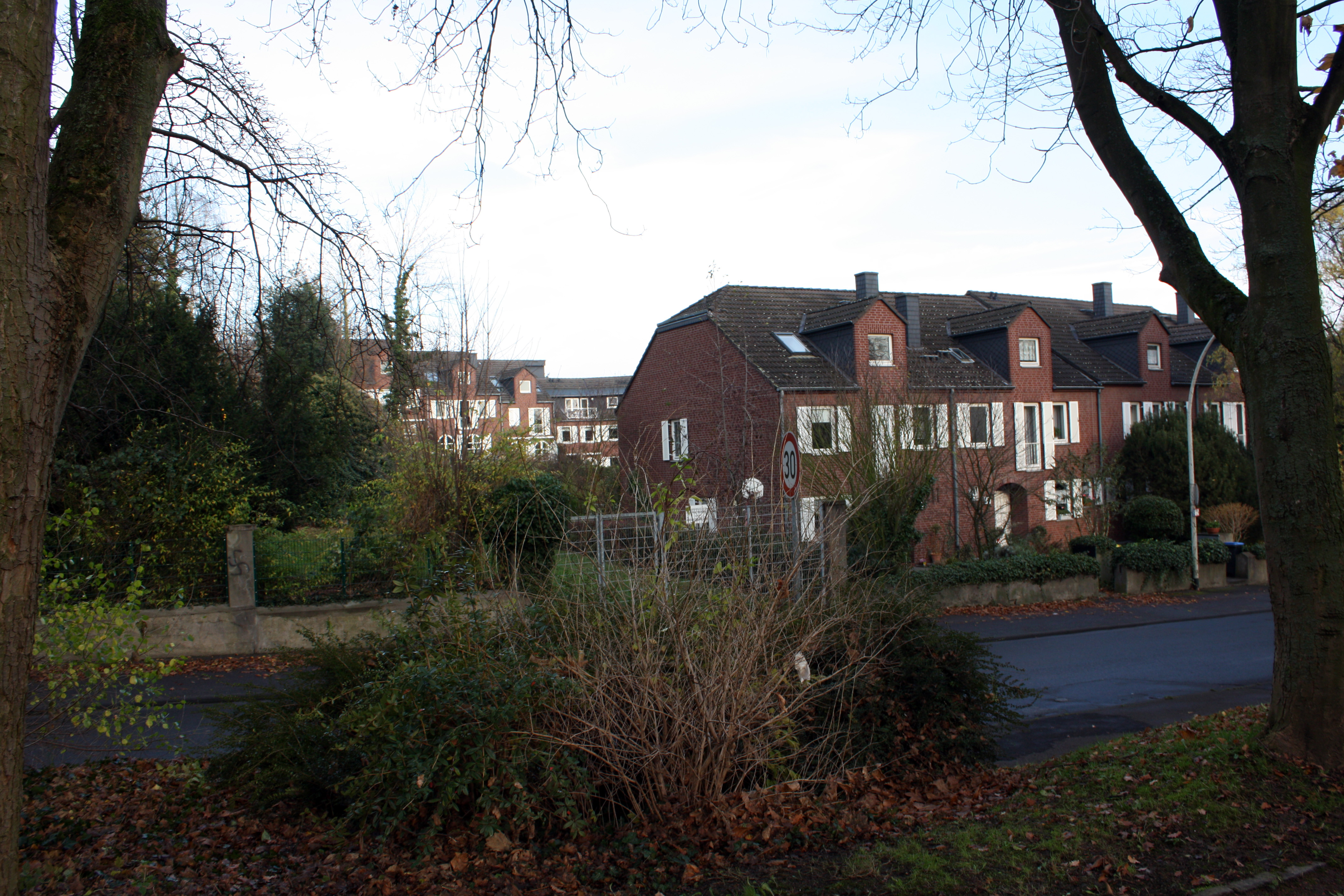
Heutiges Burggelände
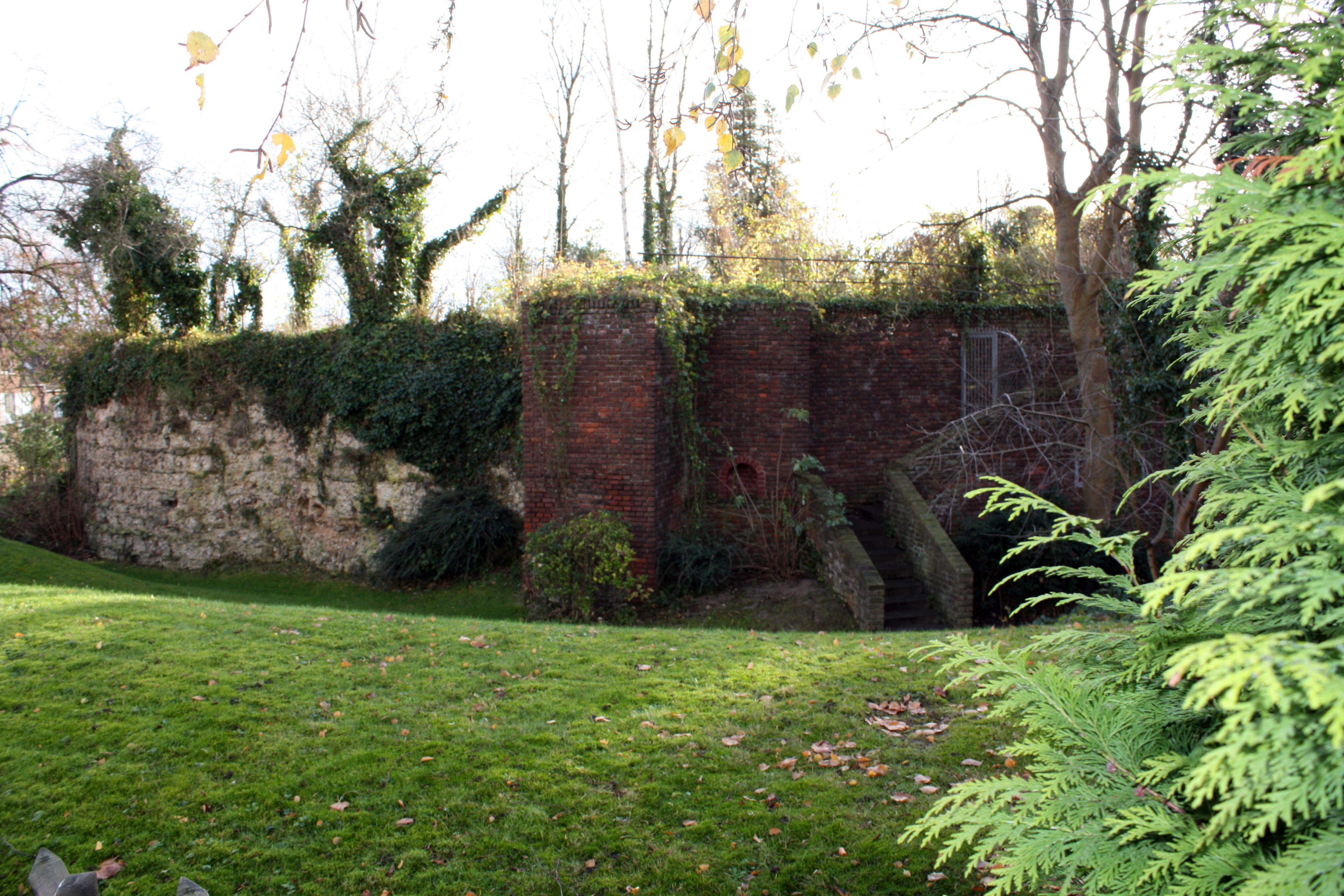
Burgruine, Augustinerstraße